# 铁磁流体

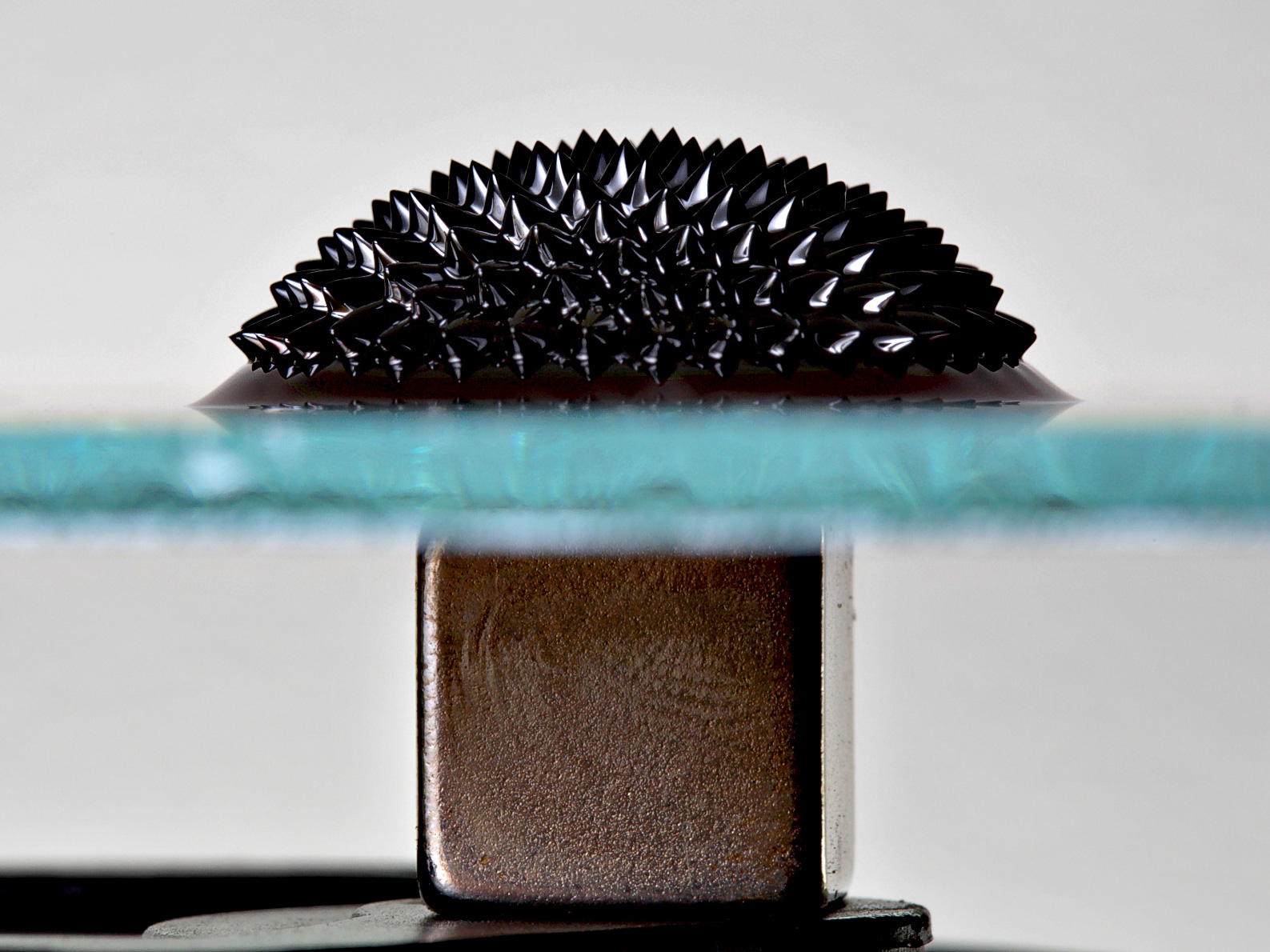
鐵磁流體位於玻璃之上，磁鐵位於下方。

鐵磁流體（ferrofluid,  拉丁语 “鐵” 与  “流体” 两词的混成词）是一種在磁場存在時強烈極化的液體。鐵磁流體由懸浮於載流體當中納米數量級的鐵磁微粒組成；其載流體通常為有機溶液或水。鐵磁微粒由表面活性劑包裹以防止其因凡得瓦力和磁力作用而發生凝聚。儘管被稱為鐵磁流體，但它們本身並不表現鐵磁性。這是因為在外部磁場不存在的情況下，鐵磁流體無法保持磁性。事實上，鐵磁流體表現順磁性，並且由於它們的高磁化率，通常被認為具有“超順磁性”。液态磁性材料（区别于铁磁流体）在實際當中很難，一般要求高溫及電磁浮置等條件。

## 描述
鐵磁流體由顯微鏡可見的鐵磁納米微粒組成，通常源自磁鐵礦、赤鐵礦或者其他包含鐵的混合物。這些納米微粒的典型大小為10納米；在這個足夠小的尺度上，熱攪動可以使它們在載流體當中被均一地分散開，從而使它們對流體的整體磁性反應起作用。這一作用方式類似於順磁性水鹽溶液（如硫酸銅或氯化錳水溶液）當中的離子作用使得溶液具有順磁性。
真正的鐵磁流體是穩定的。這意味着固體微粒即使在極強的磁場當中也不發生凝聚或者分相。然而，介面活性劑經過一定時間（若干年）會發生分解，導致納米微粒最終凝聚並且分離出來，從而不再對流體的磁性反應起作用。
磁流變流體（MRF）是指類似於鐵磁流體（FF）並於磁場存在下凝固的液體。磁流變流體含有微米量級的微粒，大小比組成鐵磁流體的微粒高1-3個數量級。

### 法向場不穩定性

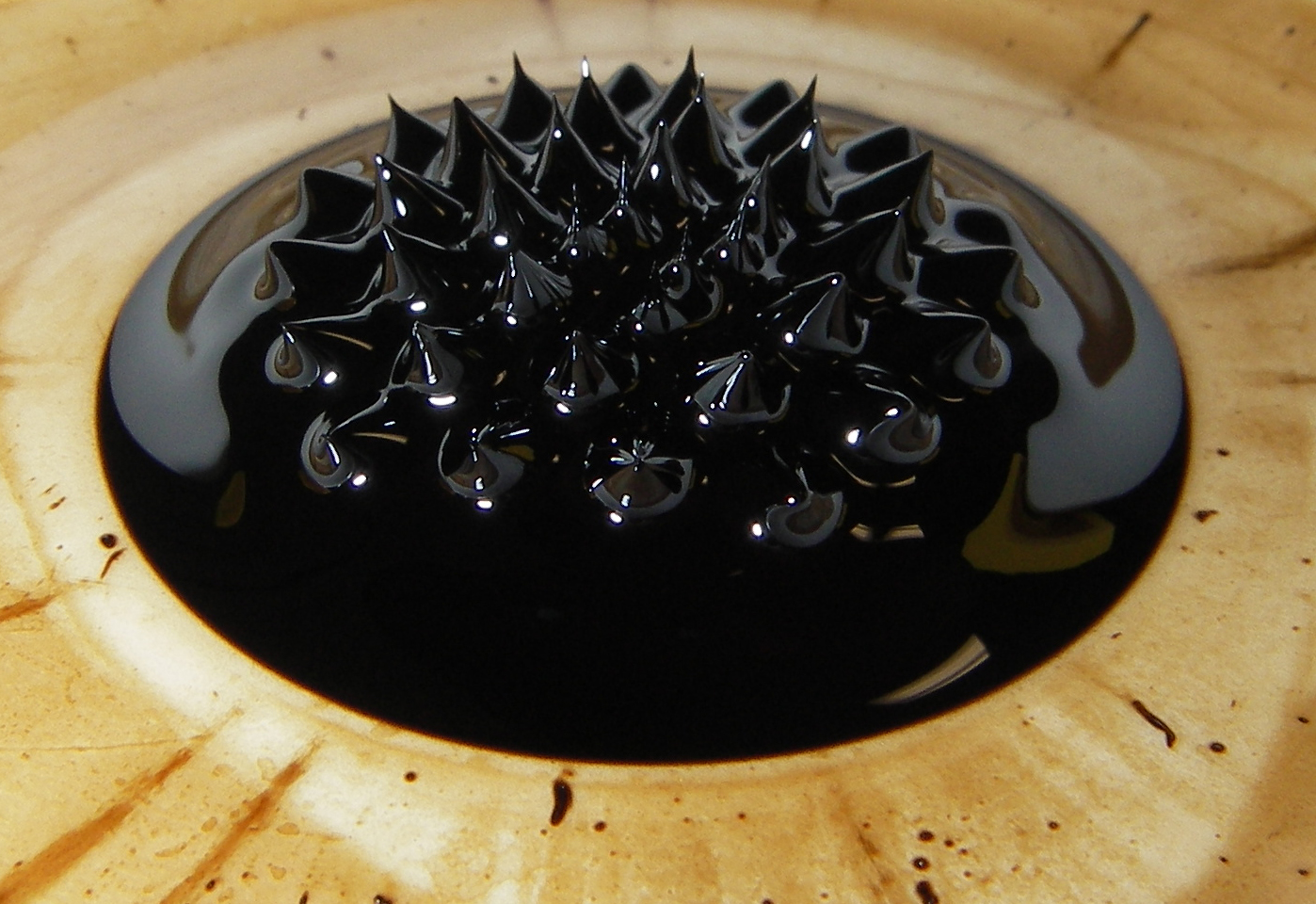
鐵磁流體處於由位於碟子下方的釹磁鐵引起的磁場當中，表現出法向場不穩定性。

當一種順磁性流體處於一段足夠強的垂直磁場中時，其表面自然形成一種褶皺構型。這一顯著的效應被認為是具有法向場不穩定性。褶皺的形成增加了流體的表面自由能和重力能，卻減少了磁能。褶皺只有在磁場強度高於臨界磁場時才會形成，此時磁能的減少在數值上超過表面自由能和重力能的增加。鐵磁流體具有異常高的磁化係數，一塊小條形磁鐵即可達到其臨界磁場並使其產生褶皺（見圖）。

### 常用鐵磁流體介面活性劑
鐵磁流體中通常包含的表面活性劑如下（但不僅限於此）：
- 油酸
- 氫氧化四甲基銨
- 檸檬酸
- 大豆卵磷脂

## 應用

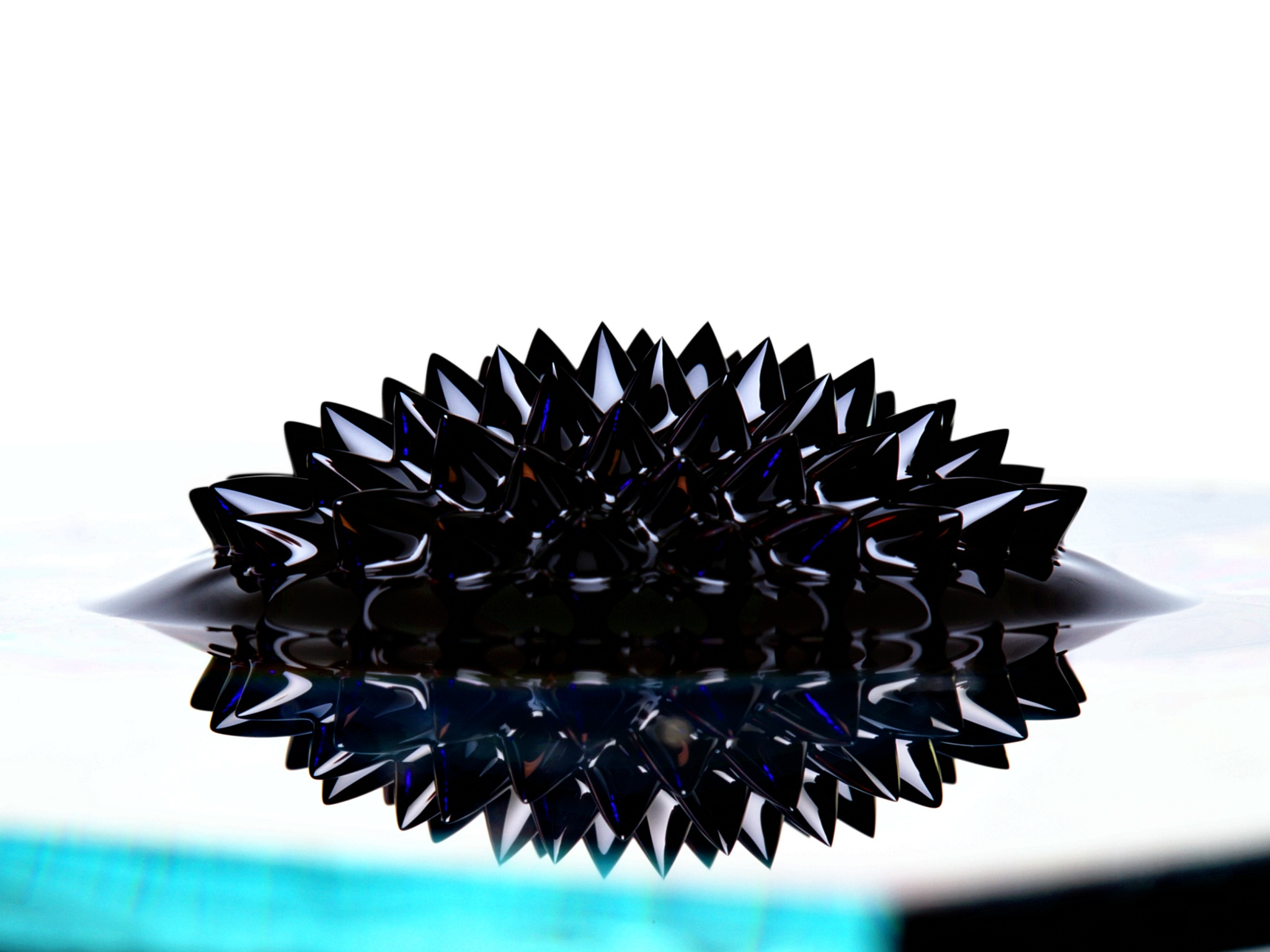
鐵磁流體處於一段強垂直磁場中。

### 電子設備
磁性流體被應用在真空設備，一個磁性流體密封圈通常可以承受0.2的大氣壓，而整個軸承所能承受的總氣壓為各密封圈承受力的總合。
特點
- 完整密封
- 使用壽命長
- 高可靠度
- 不受污染
- 高速性能
- 最理想的扭力輸出
- 無洩漏衰退
- 滑順的運轉

### 國防
美國空軍引入一種同時由鐵磁流體和非磁性物質製成的雷達吸波材料（RAM）作為塗料。這種材料通過減少電磁波的反射從而減少了飛行器的雷達截面。

### 航空
美國太空總署（NASA）利用處於封閉環中的鐵磁流體作為太空船的姿態控制系統的實驗基礎。將磁場應用於環中的鐵磁流體從而改變角動量並影響太空船的旋轉。

### 光學
技術已經發展出一種基於磁流變流體的光學拋光方法。這種方法已被證明具有高度的精確性。拋光方法曾被用於製造哈勃太空望遠鏡的矯正透鏡。

### 測量
基於其折射屬性，鐵磁流體具有諸多光學應用；亦即，每一個磁小體均可對光反射。這些應用包括測量置於偏光器與分析器之間並於氦氖激光器照射下的流體增比黏度。

### 醫學
在醫學領域，一種相容性鐵磁流體可被用於癌症檢測。同時有許多實驗利用鐵磁流體摘除腫瘤。鐵磁流體可以被注入腫瘤体並被置於快速變化的磁場當中，由此鐵磁流體在腫瘤中運動產生摩擦熱從而破壞腫瘤。

### 熱傳導
若外加在铁磁流体上的磁场有不同磁化系数（比如在不同温度下，磁化系数会不同），会产生不均一的磁体力，进而产生热量传导，通常叫做磁热对流。这种热量传导可以做为普通热传导方式的补充，应用于处于微重力下的微型仪器。
铁磁流体通常应用于扬声器中，以吸收音圈以及磁体之间所产生的热量，并同时可以被动地减弱扬声器圆锥的运动。铁磁流体通常位于音圈之间的空气空隙中，并由扬声器中的磁体固定。铁磁流体具有顺磁性的特性，因而满足居里定律：在温度升高时磁性降低。由于扬声器磁体在工作时产生热量导致周围被加热的铁磁流体磁性降低，周围被加热的铁磁流体会被外围的冷铁磁流体所取代。这是一种有效的无需外界提供能量的散热办法。

### 汽車
尚待討論

## 外部連結
- "Instant armor"
- "Space age goop morphs between liquid and solid" （页面存档备份，存于）
- A comparison of ferrofluid and MR fluid (at the bottom of the page)
- Chemistry comes alive: Ferrofluid （页面存档备份，存于）
- Flow behavior of ferrofluids
- MIT Explores Ferrofluid Applications
- Ferrofluid Sculptures by Sachiko Kodama (Google Video) （页面存档备份，存于）
- Daniel Rutter has some fun with Ferrofluid （页面存档备份，存于）
- Videos of somebody playing with Ferrofluids

### Preparation instructions
- How to make magnetic fluid （页面存档备份，存于） — Anne Marie Helmenstine, Ph.D.
- FerroFluid Synthesis —  Sci-Spot.com
- Berger, Patricia; Nicholas B. Adelman,  Katie J. Beckman,  Dean J. Campbell,  et al. . Journal of Chemical Education. July 1999, 76 (7): pp. 943–948  [2007-01-02]. ISSN 0021-9584. （原始内容存档于2008-06-23）. 
  - Interdisciplinary education group: Ferrofluids (contains videos and a lab for synthesis of ferrofluid)
- Synthesis of an Aqueous Ferrofluid （页面存档备份，存于） — instructions in DOC and PDF format